# Heistse Pijl
De Heistse Pijl is een eendaagse wielerwedstrijd in Heist-op-den-Berg in de Belgische provincie Antwerpen. De wedstrijd werd gereden van 1947 tot en met 1983. In 2008 werd de wedstrijd terug leven ingeblazen naar aanleiding van het feestjaar "1000 jaar Heist".
Het parcours van 2008 tot en met 2011 verliep steeds over een afstand van ongeveer 165 km. In elf plaatselijke ronden van 15 km werd de Heiste Berg beklommen en werden deelgemeentes Hallaar, Itegem en Wiekevorst aangedaan.  Aangezien de beklimming van de berg in het begin van de ronde lag, eindigde de wedstrijd meestal in een massaspurt.
Vanaf editie 2012 is het parcours licht aangepast. De Heistse berg zal tweemaal per ronde beklommen worden.  Het peloton zal iedere ronde eveneens tweemaal de zogenaamde gouden driehoek van Heist-op-den-Berg passeren. De finishlijn ligt tussen deze twee beklimmingen ter hoogte van het Hof van Riemen, in de hoop om een massasprint te vermijden.
Sinds 2016 behoort de wedstrijd tot het regelmatigheidscriterium Lotto Cycling Cup, voorheen de Napoleon Games Cycling Cup.
Victor Van Schil en Marcel Laurens zijn recordwinnaars met 3 overwinningen.
Na het overlijden van de in Heist-op-den-Berg geboren wielrenner Michael Goolaerts in Parijs-Roubaix 2018, werd besloten om de Heistse Pijl voortaan als ondertitel "In memoriam Michael Goolaerts" mee te geven. De meest aanvalslustige renner ontvangt de Prijs Michael Goolaerts.

## Lijst van winnaars

#### Meervoudige winnaars
| Overwinningen | Renner             | Land   | Jaren            |
| ------------- | ------------------ | ------ | ---------------- |
| 3             | Victor Van Schil   | België | 1963, 1966, 1968 |
| 3             | Marcel Laurens     | België | 1976, 1980, 1982 |
| 2             | Charles Vandormael | België | 1949, 1951       |
| 2             | Rik Van Looy       | België | 1953, 1969       |
| 2             | Frans Verbeeck     | België | 1971, 1977       |
| 2             | Tom Boonen         | België | 2013, 2014       |

#### Overwinningen per land
| Overwinningen | Land                                              |
| ------------- | ------------------------------------------------- |
| 46            | België                                            |
| 3             | Nederland                                         |
| 1             | Colombia, Letland, Litouwen, Noorwegen, Frankrijk |